# ترفيه تربوي

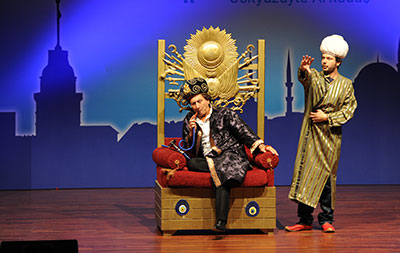

الترفيه التربوي أو العلوم الترفيهية[بحاجة لمصدر] (بالإنجليزية: Educational entertainment)‏ ،هو مصطلح حديث يقصد به التثقيف والترفيه وتطوير الذات، وهو في الغالب نوع من التسلية كالمسابقات والمشاهدة التلفازية وألعاب الفيديو.